# Kinsendaal-Kriekenputreservaat
Het Kinsendaal-Kriekenputreservaat (Frans: Réserve Kinsendael-Kriekenput) is een natuurreservaat in Ukkel in het Brussels Hoofdstedelijk Gewest.
Kinsendaal (of Kinsendael) en zijn uitbreidingen in het oosten, Kriekenput en het Herdiesdomein, vormen samen een halfnatuurlijke zone van bijna 10 hectare tussen de Engelandstraat en de Rietstraat. Het gebied heeft een opmerkelijke diversiteit, met moerasachtig of gemengd bos, drassige weiden, braakland, bronnen, verlaten boomgaarden en een vijver.

## Geschiedenis
De eerste schriftelijke vermeldingen over het terrein dateren uit de Middeleeuwen. In de 14e eeuw werd het domein van Groelst dat eigendom was van het feodale hof van Affligem opgedeeld waarbij een van de percelen Kinsendaal wordt. Tussen 1855 en 1883 wordt Kinsendaal uitgebreid in verschillende stappen door de aankoop van beboste gronden op de rechteroever van de Groelsbeek die deel uitmaakten van het vroegere Groelstdomein die nu tot de huidige Kriekenput behoren.
In 1890 werd Kinsendaal gekocht door de Belgische politicus Charles Woeste. In 1924 verkochten zijn erfgenamen het kasteel en park. Het domein geraakte later in verval en het kasteel werd in de Tweede Wereldoorlog zwaar beschadigd na een brand. In 1960 werd de 7,4 hectare van Kinsendaal gekocht door het Immobiliën Genootschap van België die het oude kasteel afbraken en de vijver dempten met de bedoeling het terrein te verkavelen. Naar aanleiding van de aanleg van de zuidelijke ring rond Brussel stelde de Ukkelse gemeenteraad in 1974 voor om Kinsendaal als groene zone in te kleuren, wat ook gebeurde in 1979. Omdat het park een tijdlang niet onderhouden werd kregen de natuurlijke plantensoorten kans zich te herstellen. Het Brussels Hoofdstedelijk Gewest kocht op 4 maart 1988 de gronden aan en het domein kreeg een jaar later het status van natuurreservaat.
Het natuurgebied behoort sinds 1996 samen met onder andere het Vronerodepark, het Sauvagèrepark, het Engeland- en Kauwbergplateau en het Verrewinkelbos tot de bossen en open gebieden in het zuiden van het Brussels Gewest die erkend zijn als habitatrichtlijngebied van Natura 2000.

## Fauna en flora
Omdat het Kinsendaal-Kriekenputdomein er sinds het einde van de Tweede Wereldoorlog verlaten bij ligt, ontstond er een halfnatuurlijk gebied. Op de plaats van de oorspronkelijke vijver in de negentiende eeuw werd een nieuwe vijver van 3800 m² aangelegd.
De Kinsenbeek vloeit door het Herdiesdomein en de Kriekenput en mondt in Kinsendaal uit samen met de Geleytsbeek, die van het nabijgelegen Papenkasteel komt. De Groelsbeek ontspringt in het zuiden van Kinsendaal en stroomt door het domein naar de vijver in het noordwesten. In de buurt van de bronnen en langs de beekjes ontstond een moerasachtig bos met overwegende zwarte elzen en essen. Er zijn diverse grasachtige planten zoals bittere veldkers, kruipend zenegroen, moeraspaardenstaart, wit hoefblad, wilde engelenwortel en kattenkruid.
Het gemengd bos bestaat onder andere uit gewone esdoorns, essen en haagbeuken die groeien tussen de oude bomen uit de negentiende eeuw. De struiken en heesters zoals kornoelje, vlier en bessenstruiken vormen een moeilijk doordringbaar onderhout. Sommige van de oudste bomen zijn waardevol vanwege hun formaat zoals de oosterse plataan en de canadapopulier of omdat ze tot een specifieke soort behoren zoals de tulpenboom of zeldzaam zijn zoals de kleinbladige kanstanjelaar.
In en aan het water wonen stekelbaars, kleine salamander, alpenwatersalamander, bruine kikker, pad, wilde eenden, ijsvogel, grote gele kwikstaart en bosrietzanger.
Door de vele holle bomen vindt men er onder andere groene, grote en kleine bonte specht, zwarte mees en boomklever. Buiten de waterminnende vogels zijn er de vogels die overal in Brussel gevonden worden zoals de houtduif, de ekster en de grasmus en typische bosvogels zoals de fitis, de zanglijster en de Vlaamse gaai en enkele vrij zeldzame vogels als de appelvink, de bosuil en de wielewaal.